# Мордово (Самарская область)
Мордово — село в Ставропольском районе Самарской области. Административно входит в сельское поселение Севрюкаево.

## География
Село находится на юге Самарской Луки, на берегу волжской протоки Кольцовская Воложка. Связано дорогой с селом Севрюкаево.

## История
В 1780 году, при создании Симбирского наместничества, деревня Мордова, при реке Мордовской Волошке, помещиковых крестьян, вошла в состав Самарского уезда.
Храм каменный, двухэтажный, с четырьмя башнями по углам, в одной из которых устроен церковный звон, построен в 1842 году Екатериной Владимировной  Новосельцевой и обнесен каменной оградой. Престолов в нем три: главный в верхнем этаже (холодный) в честь Преображения Господня; в нижнем (теплый) этаже в правом приделе во имя Святителя и Чудотворца Николая, а в левом – во имя свв. бессребреников Космы и Демьяна. 
В 1859 году село Мордово (Преображенское), входило в Сызранский уезд Симбирской губернии.

## Население
| 2010 |
| ---- |
| 34   |